# 乔希·卡茨
乔希·卡茨（英語：Josh Katz，1997年12月29日—），澳大利亚男子柔道运动员。他曾代表澳大利亚参加2022年英联邦运动会柔道比赛，获得一枚铜牌。他也曾参加2016年夏季奥运会。

## 家庭
哥哥内森·卡茨。